# V liga polska w piłce nożnej (2025/2026)
Ten artykuł dotyczy przyszłego wydarzenia sportowego. Informacje w nim zawarte zmienią się w przyszłości.
V liga 2025/2026 to rozgrywki szóstego poziomu ligowego piłki nożnej mężczyzn w Polsce w województwach małopolskim, mazowieckim, śląskim i wielkopolskim. Najlepsze zespoły awansują do IV ligi, natomiast najsłabsze zespoły zostaną relegowane do klasy okręgowej.

## Województwo małopolskie

### Grupa wschodnia

#### Drużyny
| Uczestnicy poprzedniej edycji                                                                                 | Uczestnicy poprzedniej edycji   | Uczestnicy poprzedniej edycji | Uczestnicy poprzedniej edycji |
| --- | ------------------------------- | ----------------------------- | ----------------------------- |
| GPO | Gród Podegrodzie                | 3                             |                               |
| DUN | Dunajec Nowy Sącz               | 4                             |                               |
| KOL | Kolejarz Stróże                 | 5                             |                               |
| KNJ | KS Nowa Jastrząbka-Żukowice     | 6                             |                               |
| JJO | Jordan Jordanów                 | 7                             |                               |
| SZA | LKS Szaflary                    | 8                             |                               |
| SNW | Szreniawa Nowy Wiśnicz          | 9                             |                               |
| TAR | Tarnovia Tarnów                 | 10                            |                               |
| Spadek z IV ligi 2024/2025                                                                                    |                                 |                               |                               |
| grupa małopolska                                                                                              |                                 |                               |                               |
| BB2 | Bruk-Bet Termalica II Nieciecza | 16                            |                               |
| WWR | Wolania Wola Rzędzińska         | 17                            |                               |
| SSŁ | Sokół Słopnice                  | 18                            |                               |
| Awans z klasy okręgowej 2024/2025                                                                             |                                 |                               |                               |
| grupa Nowy Sącz I                                                                                             |                                 |                               |                               |
| RYT | Poprad Rytro                    | 1                             |                               |
| grupa Nowy Sącz II                                                                                            |                                 |                               |                               |
| TMD | Turbacz Mszana Dolna            | 1                             |                               |
| WCD | Wisła Czarny Dunajec            | 21                            |                               |
| grupa Tarnów I                                                                                                |                                 |                               |                               |
| BPR | Błyskawica Proszówki            | 1                             |                               |
| grupa Tarnów II                                                                                               |                                 |                               |                               |
| ŻAB | MLKS Żabno                      | 1                             |                               |
| Oznaczenia: - kolumna pierwsza – skróty nazw drużyn, - kolumna trzecia – miejsce zajęte w poprzednim sezonie. |                                 |                               |                               |

Objaśnienia:
1. Wisła Czarny Dunajec wygrała dwustopniowe baraże o awans do V ligi.

#### Tabela
| Lp. | Drużyna                         | M | Z | R | P | Bramki | Bramki | Różn. | Pkt | Uwagi                     | Bezpośrednio |
| --- | ------------------------------- | - | - | - | - | ------ | ------ | ----- | --- | ------------------------- | ------------ |
| 1   | Jordan Jordanów                 | 0 | 0 | 0 | 0 | 0      | 0      | 0     | 0   | Awans do IV ligi          |              |
| 2   | Sokół Słopnice                  | 0 | 0 | 0 | 0 | 0      | 0      | 0     | 0   | Awans do IV ligi          |              |
| 3   | Szreniawa Nowy Wiśnicz          | 0 | 0 | 0 | 0 | 0      | 0      | 0     | 0   |                           |              |
| 4   | KS Nowa Jastrząbka-Żukowice     | 0 | 0 | 0 | 0 | 0      | 0      | 0     | 0   |                           |              |
| 5   | Gród Podegrodzie                | 0 | 0 | 0 | 0 | 0      | 0      | 0     | 0   |                           |              |
| 6   | Poprad Rytro                    | 0 | 0 | 0 | 0 | 0      | 0      | 0     | 0   |                           |              |
| 7   | Wisła Czarny Dunajec            | 0 | 0 | 0 | 0 | 0      | 0      | 0     | 0   |                           |              |
| 8   | MLKS Żabno                      | 0 | 0 | 0 | 0 | 0      | 0      | 0     | 0   |                           |              |
| 9   | Bruk-Bet Termalica II Nieciecza | 0 | 0 | 0 | 0 | 0      | 0      | 0     | 0   |                           |              |
| 10  | LKS Szaflary                    | 0 | 0 | 0 | 0 | 0      | 0      | 0     | 0   |                           |              |
| 11  | Wolania Wola Rzędzińska         | 0 | 0 | 0 | 0 | 0      | 0      | 0     | 0   |                           |              |
| 12  | Błyskawica Proszówki            | 0 | 0 | 0 | 0 | 0      | 0      | 0     | 0   |                           |              |
| 13  | Kolejarz Stróże                 | 0 | 0 | 0 | 0 | 0      | 0      | 0     | 0   |                           |              |
| 14  | Dunajec Nowy Sącz               | 0 | 0 | 0 | 0 | 0      | 0      | 0     | 0   | Spadek do klasy okręgowej |              |
| 15  | Tarnovia Tarnów                 | 0 | 0 | 0 | 0 | 0      | 0      | 0     | 0   | Spadek do klasy okręgowej |              |
| 16  | Turbacz Mszana Dolna            | 0 | 0 | 0 | 0 | 0      | 0      | 0     | 0   | Spadek do klasy okręgowej |              |

### Grupa zachodnia

#### Drużyny
| Uczestnicy poprzedniej edycji                                                                                 | Uczestnicy poprzedniej edycji | Uczestnicy poprzedniej edycji | Uczestnicy poprzedniej edycji |
| --- | ----------------------------- | ----------------------------- | ----------------------------- |
| NNW | Niwa Nowa Wieś                | 3                             |                               |
| TBI | Tempo Białka                  | 4                             |                               |
| CHE | KS Chełmek                    | 5                             |                               |
| GIE | Jutrzenka Giebułtów           | 6                             |                               |
| RAR | Radziszowianka Radziszów      | 7                             |                               |
| OŚW | Unia Oświęcim                 | 8                             |                               |
| KOB | Sokół Kocmyrzów Baranówka     | 9                             |                               |
| VJA | Victoria 1918 Jaworzno        | 10                            |                               |
| BŁM | Błękitni Modlnica             | 11                            |                               |
| KMZ | Kmita Zabierzów               | 12                            |                               |
| RAB | Raba Dobczyce                 | 131                           |                               |
| Awans z klasy okręgowej 2024/2025                                                                             |                               |                               |                               |
| grupa Kraków I                                                                                                |                               |                               |                               |
| LBY | Legion Bydlin                 | 1                             |                               |
| ŚKR | Świt Krzeszowice              | 2                             |                               |
| grupa Kraków II                                                                                               |                               |                               |                               |
| OPW | Orzeł Piaski Wielkie          | 1                             |                               |
| grupa Kraków III                                                                                              |                               |                               |                               |
| OMY | Orzeł Myślenice               | 1                             |                               |
| grupa Wadowice                                                                                                |                               |                               |                               |
| BOS | Brzezina Osiek                | 1                             |                               |
| Oznaczenia: - kolumna pierwsza – skróty nazw drużyn, - kolumna trzecia – miejsce zajęte w poprzednim sezonie. |                               |                               |                               |

Objaśnienia:
1. W związku z wycofaniem LKS-u Jawiszowice z IV ligi i dodatkowym utrzymaniem Pcimianki Pcim, w V lidze utrzymała się dodatkowo Raba Dobczyce[1].
2. Początkowo w związku z rezygnacją LKS-u Śledziejowice z awansu do V ligi w lidze utrzymała się Węgrzcanka Węgrzce Wielkie[2], jednak ostatecznie zamiast utrzymania Węgrzcanki awans uzyskała drużyna z klasy okręgowej – Świt Krzeszowice[3].

#### Tabela
| Lp. | Drużyna                   | M | Z | R | P | Bramki | Bramki | Różn. | Pkt | Uwagi                     | Bezpośrednio |
| --- | ------------------------- | - | - | - | - | ------ | ------ | ----- | --- | ------------------------- | ------------ |
| 1   | Raba Dobczyce             | 0 | 0 | 0 | 0 | 0      | 0      | 0     | 0   | Awans do IV ligi          |              |
| 2   | Kmita Zabierzów           | 0 | 0 | 0 | 0 | 0      | 0      | 0     | 0   | Awans do IV ligi          |              |
| 3   | Sokół Kocmyrzów Baranówka | 0 | 0 | 0 | 0 | 0      | 0      | 0     | 0   |                           |              |
| 4   | Świt Krzeszowice          | 0 | 0 | 0 | 0 | 0      | 0      | 0     | 0   |                           |              |
| 5   | Tempo Białka              | 0 | 0 | 0 | 0 | 0      | 0      | 0     | 0   |                           |              |
| 6   | Orzeł Myślenice           | 0 | 0 | 0 | 0 | 0      | 0      | 0     | 0   |                           |              |
| 7   | Radziszowianka Radziszów  | 0 | 0 | 0 | 0 | 0      | 0      | 0     | 0   |                           |              |
| 8   | Błękitni Modlnica         | 0 | 0 | 0 | 0 | 0      | 0      | 0     | 0   |                           |              |
| 9   | Orzeł Piaski Wielkie      | 0 | 0 | 0 | 0 | 0      | 0      | 0     | 0   |                           |              |
| 10  | Unia Oświęcim             | 0 | 0 | 0 | 0 | 0      | 0      | 0     | 0   |                           |              |
| 11  | Legion Bydlin             | 0 | 0 | 0 | 0 | 0      | 0      | 0     | 0   |                           |              |
| 12  | Jutrzenka Giebułtów       | 0 | 0 | 0 | 0 | 0      | 0      | 0     | 0   |                           |              |
| 13  | KS Chełmek                | 0 | 0 | 0 | 0 | 0      | 0      | 0     | 0   |                           |              |
| 14  | Niwa Nowa Wieś            | 0 | 0 | 0 | 0 | 0      | 0      | 0     | 0   | Spadek do klasy okręgowej |              |
| 15  | Victoria 1918 Jaworzno    | 0 | 0 | 0 | 0 | 0      | 0      | 0     | 0   | Spadek do klasy okręgowej |              |
| 16  | Brzezina Osiek            | 0 | 0 | 0 | 0 | 0      | 0      | 0     | 0   | Spadek do klasy okręgowej |              |

## Województwo mazowieckie

### Grupa I

#### Drużyny
| Uczestnicy poprzedniej edycji                                                                                 | Uczestnicy poprzedniej edycji | Uczestnicy poprzedniej edycji | Uczestnicy poprzedniej edycji |
| --- | ----------------------------- | ----------------------------- | ----------------------------- |
| grupa mazowiecka I                                                                                            |                               |                               |                               |
| PUŁ | Nadnarwianka Pułtusk          | 3                             |                               |
| PO2 | Polonia II Warszawa           | 4                             |                               |
| NAR | Narew Ostrołęka               | 5                             |                               |
| DRU | Drukarz Warszawa              | 6                             |                               |
| HWO | Huragan Wołomin               | 7                             |                               |
| KSE | Kasztelan Sierpc              | 8                             |                               |
| ŻNA | Żbik Nasielsk                 | 9                             |                               |
| BUG | Bug Wyszków                   | 10                            |                               |
| PPŁ | PAF Płońsk                    | 11                            |                               |
| SSE | Sokół Serock                  | 12                            |                               |
| grupa mazowiecka I                                                                                            |                               |                               |                               |
| NZI | Naprzód Zielonki              | 5                             |                               |
| ESC | Escola Varsovia               | 12                            |                               |
| Awans z klasy okręgowej 2024/2025                                                                             |                               |                               |                               |
| grupa Ciechanów-Ostrołęka                                                                                     |                               |                               |                               |
| CIE | MKS Ciechanów                 | 1                             |                               |
| grupa Płock                                                                                                   |                               |                               |                               |
| SPŁ | Stoczniowiec Płock            | 1                             |                               |
| grupa Warszawa I                                                                                              |                               |                               |                               |
| WIC | Wicher Kobyłka                | 1                             |                               |
| grupa Warszawa II                                                                                             |                               |                               |                               |
| PRO | PRO Warszawa                  | 1                             |                               |
| Oznaczenia: - kolumna pierwsza – skróty nazw drużyn, - kolumna trzecia – miejsce zajęte w poprzednim sezonie. |                               |                               |                               |

#### Tabela
| Lp. | Drużyna              | M | Z | R | P | Bramki | Bramki | Różn. | Pkt | Uwagi                     | Bezpośrednio |
| --- | -------------------- | - | - | - | - | ------ | ------ | ----- | --- | ------------------------- | ------------ |
| 1   | Bug Wyszków          | 0 | 0 | 0 | 0 | 0      | 0      | 0     | 0   | Awans do IV ligi          |              |
| 2   | Narew Ostrołęka      | 0 | 0 | 0 | 0 | 0      | 0      | 0     | 0   | Awans do IV ligi          |              |
| 3   | Naprzód Zielonki     | 0 | 0 | 0 | 0 | 0      | 0      | 0     | 0   |                           |              |
| 4   | Sokół Serock         | 0 | 0 | 0 | 0 | 0      | 0      | 0     | 0   |                           |              |
| 5   | Wicher Kobyłka       | 0 | 0 | 0 | 0 | 0      | 0      | 0     | 0   |                           |              |
| 6   | Stoczniowiec Płock   | 0 | 0 | 0 | 0 | 0      | 0      | 0     | 0   |                           |              |
| 7   | Escola Varsovia      | 0 | 0 | 0 | 0 | 0      | 0      | 0     | 0   |                           |              |
| 8   | Huragan Wołomin      | 0 | 0 | 0 | 0 | 0      | 0      | 0     | 0   |                           |              |
| 9   | PAF Płońsk           | 0 | 0 | 0 | 0 | 0      | 0      | 0     | 0   |                           |              |
| 10  | Drukarz Warszawa     | 0 | 0 | 0 | 0 | 0      | 0      | 0     | 0   |                           |              |
| 11  | Polonia II Warszawa  | 0 | 0 | 0 | 0 | 0      | 0      | 0     | 0   |                           |              |
| 12  | PRO Warszawa         | 0 | 0 | 0 | 0 | 0      | 0      | 0     | 0   |                           |              |
| 13  | Żbik Nasielsk        | 0 | 0 | 0 | 0 | 0      | 0      | 0     | 0   |                           |              |
| 14  | Kasztelan Sierpc     | 0 | 0 | 0 | 0 | 0      | 0      | 0     | 0   | Spadek do klasy okręgowej |              |
| 15  | Nadnarwianka Pułtusk | 0 | 0 | 0 | 0 | 0      | 0      | 0     | 0   | Spadek do klasy okręgowej |              |
| 16  | MKS Ciechanów        | 0 | 0 | 0 | 0 | 0      | 0      | 0     | 0   | Spadek do klasy okręgowej |              |

### Grupa II

#### Drużyny
| Uczestnicy poprzedniej edycji                                                                                 | Uczestnicy poprzedniej edycji | Uczestnicy poprzedniej edycji | Uczestnicy poprzedniej edycji |
| --- | ----------------------------- | ----------------------------- | ----------------------------- |
| EKO | Energia Kozienice             | 3                             |                               |
| SOP | Podlasie Sokołów Podlaski     | 4                             |                               |
| ZPR2 | Znicz II Pruszków             | 6                             |                               |
| CHL | LKS Chlebnia                  | 7                             |                               |
| PRO | LKS Promna                    | 8                             |                               |
| PIO | Proch Pionki                  | 9                             |                               |
| DJE | Drogowiec Jedlińsk            | 10                            |                               |
| ŻYR | Żyrardowianka Żyrardów        | 11                            |                               |
| Spadek z IV ligi 2024/2025                                                                                    |                               |                               |                               |
| grupa mazowiecka                                                                                              |                               |                               |                               |
| THM | Tygrys Huta Mińska            | 16                            |                               |
| JÓZ | Józefovia Józefów             | 17                            |                               |
| PIL | Pilica Białobrzegi            | 18                            |                               |
| Awans z klasy okręgowej 2024/2025                                                                             |                               |                               |                               |
| grupa Radom                                                                                                   |                               |                               |                               |
| JJL | Jodła Jedlnia-Letnisko        | 1                             |                               |
| WAR | KS Warka                      | 21                            |                               |
| grupa Siedlce                                                                                                 |                               |                               |                               |
| MM2 | Mazovia II Mińsk Mazowiecki   | 1                             |                               |
| grupa Warszawa I                                                                                              |                               |                               |                               |
| PZŁ | Perła Złotokłos               | 2                             |                               |
| grupa Warszawa II                                                                                             |                               |                               |                               |
| PNS | Promyk Nowa Sucha             | 23                            |                               |
| Oznaczenia: - kolumna pierwsza – skróty nazw drużyn, - kolumna trzecia – miejsce zajęte w poprzednim sezonie. |                               |                               |                               |

Objaśnienia:
1. KS Warka wygrała baraże o awans do V ligi z Rzekunianką Rzekuń .
2. Perła Złotokłos wygrała baraże o awans do V ligi ze Spartą Mochowo.
3. Promyk Nowa Sucha wygrała baraże o awans do V ligi z Wektrą Zbuczyn.

#### Tabela
| Lp. | Drużyna                     | M | Z | R | P | Bramki | Bramki | Różn. | Pkt | Uwagi                     | Bezpośrednio |
| --- | --------------------------- | - | - | - | - | ------ | ------ | ----- | --- | ------------------------- | ------------ |
| 1   | Perła Złotokłos             | 0 | 0 | 0 | 0 | 0      | 0      | 0     | 0   | Awans do IV ligi          |              |
| 2   | Mazovia II Mińsk Mazowiecki | 0 | 0 | 0 | 0 | 0      | 0      | 0     | 0   | Awans do IV ligi          |              |
| 3   | LKS Promna                  | 0 | 0 | 0 | 0 | 0      | 0      | 0     | 0   |                           |              |
| 4   | Podlasie Sokołów Podlaski   | 0 | 0 | 0 | 0 | 0      | 0      | 0     | 0   |                           |              |
| 5   | LKS Chlebnia                | 0 | 0 | 0 | 0 | 0      | 0      | 0     | 0   |                           |              |
| 6   | Drogowiec Jedlińsk          | 0 | 0 | 0 | 0 | 0      | 0      | 0     | 0   |                           |              |
| 7   | Jodła Jedlnia-Letnisko      | 0 | 0 | 0 | 0 | 0      | 0      | 0     | 0   |                           |              |
| 8   | Pilica Białobrzegi          | 0 | 0 | 0 | 0 | 0      | 0      | 0     | 0   |                           |              |
| 9   | Józefovia Józefów           | 0 | 0 | 0 | 0 | 0      | 0      | 0     | 0   |                           |              |
| 10  | Energia Kozienice           | 0 | 0 | 0 | 0 | 0      | 0      | 0     | 0   |                           |              |
| 11  | Znicz II Pruszków           | 0 | 0 | 0 | 0 | 0      | 0      | 0     | 0   |                           |              |
| 12  | Żyrardowianka Żyrardów      | 0 | 0 | 0 | 0 | 0      | 0      | 0     | 0   |                           |              |
| 13  | Proch Pionki                | 0 | 0 | 0 | 0 | 0      | 0      | 0     | 0   |                           |              |
| 14  | KS Warka                    | 0 | 0 | 0 | 0 | 0      | 0      | 0     | 0   | Spadek do klasy okręgowej |              |
| 15  | Tygrys Huta Mińska          | 0 | 0 | 0 | 0 | 0      | 0      | 0     | 0   | Spadek do klasy okręgowej |              |
| 16  | Promyk Nowa Sucha           | 0 | 0 | 0 | 0 | 0      | 0      | 0     | 0   | Spadek do klasy okręgowej |              |

## Województwo śląskie

### Grupa I

#### Drużyny
| Uczestnicy poprzedniej edycji                                                                                 | Uczestnicy poprzedniej edycji | Uczestnicy poprzedniej edycji | Uczestnicy poprzedniej edycji |
| --- | ----------------------------- | ----------------------------- | ----------------------------- |
| ZS2 | Zagłębie II Sosnowiec         | 3                             |                               |
| RĘD | Unia Rędziny                  | 4                             |                               |
| RC2 | Ruch II Chorzów               | 5                             |                               |
| ŚCE | Śląsk Świętochłowice          | 6                             |                               |
| OMŚ | Odra Miasteczko Śląskie       | 7                             |                               |
| MIK | AKS Mikołów                   | 8                             |                               |
| SZJ | Szczakowianka Jaworzno        | 9                             |                               |
| OMI | Orzeł Miedary                 | 10                            |                               |
| LKR | Liswarta Krzepice             | 11                            |                               |
| PRZ | Jedność 32 Przyszowice        | 13                            |                               |
| Spadek z IV ligi 2024/2025                                                                                    |                               |                               |                               |
| grupa śląska                                                                                                  |                               |                               |                               |
| ORN | Gwarek Ornontowice            | 16                            |                               |
| UDG | Unia Dąbrowa Górnicza         | 18                            |                               |
| Awans z klasy okręgowej 2024/2025                                                                             |                               |                               |                               |
| grupa śląska I                                                                                                |                               |                               |                               |
| CON | Concordia Knurów              | 1                             |                               |
| grupa śląska II                                                                                               |                               |                               |                               |
| KON | Pilica Koniecpol              | 1                             |                               |
| grupa śląska IV                                                                                               |                               |                               |                               |
| KA2 | GKS II Katowice               | 1                             |                               |
| CKS | CKS Czeladź                   | 21                            |                               |
| Oznaczenia: - kolumna pierwsza – skróty nazw drużyn, - kolumna trzecia – miejsce zajęte w poprzednim sezonie. |                               |                               |                               |

Objaśnienia:
1. Skra II/Płomień Częstochowa wycofała się po zakończeniu poprzedniego sezonu, w związku z czym dodatkowy awans uzyskał wicemistrz z najlepszą średnią punktową z grup I, II i IV klasy okręgowej – CKS Czeladź[4].

#### Tabela
| Lp. | Drużyna                 | M | Z | R | P | Bramki | Bramki | Różn. | Pkt | Uwagi                     | Bezpośrednio |
| --- | ----------------------- | - | - | - | - | ------ | ------ | ----- | --- | ------------------------- | ------------ |
| 1   | AKS Mikołów             | 0 | 0 | 0 | 0 | 0      | 0      | 0     | 0   | Awans do IV ligi          |              |
| 2   | GKS II Katowice         | 0 | 0 | 0 | 0 | 0      | 0      | 0     | 0   | Baraże o awans do IV ligi |              |
| 3   | Szczakowianka Jaworzno  | 0 | 0 | 0 | 0 | 0      | 0      | 0     | 0   |                           |              |
| 4   | Liswarta Krzepice       | 0 | 0 | 0 | 0 | 0      | 0      | 0     | 0   |                           |              |
| 5   | Ruch II Chorzów         | 0 | 0 | 0 | 0 | 0      | 0      | 0     | 0   |                           |              |
| 6   | Concordia Knurów        | 0 | 0 | 0 | 0 | 0      | 0      | 0     | 0   |                           |              |
| 7   | Śląsk Świętochłowice    | 0 | 0 | 0 | 0 | 0      | 0      | 0     | 0   |                           |              |
| 8   | Pilica Koniecpol        | 0 | 0 | 0 | 0 | 0      | 0      | 0     | 0   |                           |              |
| 9   | Jedność 32 Przyszowice  | 0 | 0 | 0 | 0 | 0      | 0      | 0     | 0   |                           |              |
| 10  | Orzeł Miedary           | 0 | 0 | 0 | 0 | 0      | 0      | 0     | 0   |                           |              |
| 11  | CKS Czeladź             | 0 | 0 | 0 | 0 | 0      | 0      | 0     | 0   |                           |              |
| 12  | Unia Rędziny            | 0 | 0 | 0 | 0 | 0      | 0      | 0     | 0   |                           |              |
| 13  | Gwarek Ornontowice      | 0 | 0 | 0 | 0 | 0      | 0      | 0     | 0   |                           |              |
| 14  | Odra Miasteczko Śląskie | 0 | 0 | 0 | 0 | 0      | 0      | 0     | 0   | Spadek do klasy okręgowej |              |
| 15  | Unia Dąbrowa Górnicza   | 0 | 0 | 0 | 0 | 0      | 0      | 0     | 0   | Spadek do klasy okręgowej |              |
| 16  | Zagłębie II Sosnowiec   | 0 | 0 | 0 | 0 | 0      | 0      | 0     | 0   | Spadek do klasy okręgowej |              |

### Grupa II

#### Drużyny
| Uczestnicy poprzedniej edycji                                                                                 | Uczestnicy poprzedniej edycji | Uczestnicy poprzedniej edycji | Uczestnicy poprzedniej edycji |
| --- | ----------------------------- | ----------------------------- | ----------------------------- |
| MRK | MRKS Czechowice-Dziedzice     | 21                            |                               |
| BKS | BKS Stal Bielsko-Biała        | 3                             |                               |
| CZN | LKS Czaniec                   | 4                             |                               |
| ŚWI | Forteca Świerklany            | 5                             |                               |
| DRZ | Drzewiarz Jasienica           | 6                             |                               |
| WCE | GLKS Wilkowice                | 7                             |                               |
| LKT | LKS Tworków                   | 8                             |                               |
| ŚRU | Stal-Śrubiarnia Żywiec        | 9                             |                               |
| SKO | Beskid 09 Skoczów             | 10                            |                               |
| BŁY | Błyskawica Drogomyśl          | 11                            |                               |
| JA2 | GKS II Jastrzębie             | 122                           |                               |
| Spadek z IV ligi 2024/2025                                                                                    |                               |                               |                               |
| grupa śląska                                                                                                  |                               |                               |                               |
| PO2 | Podbeskidzie II Bielsko-Biała | 17                            |                               |
| RE2 | Rekord II Bielsko-Biała       | 19                            |                               |
| Awans z klasy okręgowej 2024/2025                                                                             |                               |                               |                               |
| grupa śląska V                                                                                                |                               |                               |                               |
| GO2 | LKS II Goczałkowice Zdrój     | 1                             |                               |
| LĘD | MKS Lędziny                   | 23                            |                               |
| grupa śląska VI                                                                                               |                               |                               |                               |
| GÓR | Góral Istebna                 | 1                             |                               |
| Oznaczenia: - kolumna pierwsza – skróty nazw drużyn, - kolumna trzecia – miejsce zajęte w poprzednim sezonie. |                               |                               |                               |

Objaśnienia:
1. MRKS Czechowice-Dziedzice przegrał baraże o awans do IV ligi ze Zniczem Kłobuck.
2. W związku z rezygnacją z awansu Przyszłości Rogów (mistrza grupy III klasy okręgowej) w V lidze utrzymał się GKS II Jastrzębie[5].
3. W związku z wycofaniem się Odry Wodzisław Śląski (spadkowicza z IV ligi) z rozgrywek V ligi dodatkowy awans uzyskał wicemistrz z najlepszą średnią punktową z grup III, V i VI klasy okręgowej – MKS Lędziny[6].

#### Tabela
| Lp. | Drużyna                       | M | Z | R | P | Bramki | Bramki | Różn. | Pkt | Uwagi                     | Bezpośrednio |
| --- | ----------------------------- | - | - | - | - | ------ | ------ | ----- | --- | ------------------------- | ------------ |
| 1   | Góral Istebna                 | 0 | 0 | 0 | 0 | 0      | 0      | 0     | 0   | Awans do IV ligi          |              |
| 2   | GLKS Wilkowice                | 0 | 0 | 0 | 0 | 0      | 0      | 0     | 0   | Baraże o awans do IV ligi |              |
| 3   | Forteca Świerklany            | 0 | 0 | 0 | 0 | 0      | 0      | 0     | 0   |                           |              |
| 4   | LKS Czaniec                   | 0 | 0 | 0 | 0 | 0      | 0      | 0     | 0   |                           |              |
| 5   | Błyskawica Drogomyśl          | 0 | 0 | 0 | 0 | 0      | 0      | 0     | 0   |                           |              |
| 6   | Rekord II Bielsko-Biała       | 0 | 0 | 0 | 0 | 0      | 0      | 0     | 0   |                           |              |
| 7   | LKS II Goczałkowice Zdrój     | 0 | 0 | 0 | 0 | 0      | 0      | 0     | 0   |                           |              |
| 8   | LKS Tworków                   | 0 | 0 | 0 | 0 | 0      | 0      | 0     | 0   |                           |              |
| 9   | BKS Stal Bielsko-Biała        | 0 | 0 | 0 | 0 | 0      | 0      | 0     | 0   |                           |              |
| 10  | Drzewiarz Jasienica           | 0 | 0 | 0 | 0 | 0      | 0      | 0     | 0   |                           |              |
| 11  | MRKS Czechowice-Dziedzice     | 0 | 0 | 0 | 0 | 0      | 0      | 0     | 0   |                           |              |
| 12  | GKS II Jastrzębie             | 0 | 0 | 0 | 0 | 0      | 0      | 0     | 0   |                           |              |
| 13  | Beskid 09 Skoczów             | 0 | 0 | 0 | 0 | 0      | 0      | 0     | 0   |                           |              |
| 14  | MKS Lędziny                   | 0 | 0 | 0 | 0 | 0      | 0      | 0     | 0   |                           |              |
| 15  | Podbeskidzie II Bielsko-Biała | 0 | 0 | 0 | 0 | 0      | 0      | 0     | 0   | Spadek do klasy okręgowej |              |
| 16  | Stal-Śrubiarnia Żywiec        | 0 | 0 | 0 | 0 | 0      | 0      | 0     | 0   | Spadek do klasy okręgowej |              |

## Województwo wielkopolskie

### Grupa I

#### Drużyny
| Uczestnicy poprzedniej edycji                                                                                 | Uczestnicy poprzedniej edycji          | Uczestnicy poprzedniej edycji | Uczestnicy poprzedniej edycji |
| --- | -------------------------------------- | ----------------------------- | ----------------------------- |
| grupa wielkopolska I                                                                                          |                                        |                               |                               |
| KPP | KP Piła                                | 21                            |                               |
| DGW | Nasza Dyskobolia Grodzisk Wielkopolski | 3                             |                               |
| KŁO | Kłos Budzyń                            | 4                             |                               |
| SPO | Sparta Oborniki                        | 5                             |                               |
| LTR | Lubuszanin Trzcianka                   | 6                             |                               |
| ZGO | Zamek Gołańcz                          | 7                             |                               |
| SZA | Sparta Szamotuły                       | 8                             |                               |
| PRZ | Płomień Przyprostynia                  | 9                             |                               |
| SZY | Iskra Szydłowo                         | 10                            |                               |
| KST | Korona Stróżewo                        | 11                            |                               |
| KŁG | Kłos Gałowo                            | 12                            |                               |
| SZA | Sokół Szamocin                         | 142                           |                               |
| grupa wielkopolska II                                                                                         |                                        |                               |                               |
| WSK | Wełna Skoki                            | 5                             |                               |
| TPO | Tarnovia Tarnowo Podgórne              | 8                             |                               |
| Awans z klasy okręgowej 2024/2025                                                                             |                                        |                               |                               |
| grupa wielkopolska I                                                                                          |                                        |                               |                               |
| ZŁO | Sparta Złotów                          | 1                             |                               |
| grupa wielkopolska II                                                                                         |                                        |                               |                               |
| P13 | Poznańska 13 Poznań                    | 1                             |                               |
| Oznaczenia: - kolumna pierwsza – skróty nazw drużyn, - kolumna trzecia – miejsce zajęte w poprzednim sezonie. |                                        |                               |                               |

Objaśnienia:
1. KP Piła przegrał baraże o awans do IV ligi z Olimpią Koło.
2. Sokół Pniewy wycofał się po zakończeniu poprzedniego sezonu, w związku z czym dodatkowo utrzymał się Sokół Szamocin[7].

#### Tabela
| Lp. | Drużyna                                | M | Z | R | P | Bramki | Bramki | Różn. | Pkt | Uwagi                     | Bezpośrednio |
| --- | -------------------------------------- | - | - | - | - | ------ | ------ | ----- | --- | ------------------------- | ------------ |
| 1   | Wełna Skoki                            | 0 | 0 | 0 | 0 | 0      | 0      | 0     | 0   | Awans do IV ligi          |              |
| 2   | Tarnovia Tarnowo Podgórne              | 0 | 0 | 0 | 0 | 0      | 0      | 0     | 0   | Baraże o awans do IV ligi |              |
| 3   | Poznańska 13 Poznań                    | 0 | 0 | 0 | 0 | 0      | 0      | 0     | 0   |                           |              |
| 4   | Kłos Gałowo                            | 0 | 0 | 0 | 0 | 0      | 0      | 0     | 0   |                           |              |
| 5   | Płomień Przyprostynia                  | 0 | 0 | 0 | 0 | 0      | 0      | 0     | 0   |                           |              |
| 6   | Lubuszanin Trzcianka                   | 0 | 0 | 0 | 0 | 0      | 0      | 0     | 0   |                           |              |
| 7   | Iskra Szydłowo                         | 0 | 0 | 0 | 0 | 0      | 0      | 0     | 0   |                           |              |
| 8   | Sparta Oborniki                        | 0 | 0 | 0 | 0 | 0      | 0      | 0     | 0   |                           |              |
| 9   | Nasza Dyskobolia Grodzisk Wielkopolski | 0 | 0 | 0 | 0 | 0      | 0      | 0     | 0   |                           |              |
| 10  | KP Piła                                | 0 | 0 | 0 | 0 | 0      | 0      | 0     | 0   |                           |              |
| 11  | Sparta Szamotuły                       | 0 | 0 | 0 | 0 | 0      | 0      | 0     | 0   |                           |              |
| 12  | Kłos Budzyń                            | 0 | 0 | 0 | 0 | 0      | 0      | 0     | 0   |                           |              |
| 13  | Zamek Gołańcz                          | 0 | 0 | 0 | 0 | 0      | 0      | 0     | 0   |                           |              |
| 14  | Korona Stróżewo                        | 0 | 0 | 0 | 0 | 0      | 0      | 0     | 0   | Spadek do klasy okręgowej |              |
| 15  | Sokół Szamocin                         | 0 | 0 | 0 | 0 | 0      | 0      | 0     | 0   | Spadek do klasy okręgowej |              |
| 16  | Sparta Złotów                          | 0 | 0 | 0 | 0 | 0      | 0      | 0     | 0   | Spadek do klasy okręgowej |              |

### Grupa II

#### Drużyny
| Uczestnicy poprzedniej edycji                                                                                 | Uczestnicy poprzedniej edycji | Uczestnicy poprzedniej edycji | Uczestnicy poprzedniej edycji |
| --- | ----------------------------- | ----------------------------- | ----------------------------- |
| OKŁ | Olimpia Koło                  | 21                            |                               |
| MSW | Meblorz Swarzędz              | 3                             |                               |
| ŚR2 | Polonia II Środa Wielkopolska | 4                             |                               |
| AVI | Avia Kamionki                 | 6                             |                               |
| LKO | 1922 Lechia Kostrzyn          | 7                             |                               |
| UKS | UKS Śrem                      | 9                             |                               |
| TRZ | Zjednoczeni Trzemeszno        | 10                            |                               |
| LSW | Lider Swarzędz                | 11                            |                               |
| POL | Polanin Strzałkowo            | 12                            |                               |
| KZA | Kłos Zaniemyśl                | 13                            |                               |
| PKB | Polonus Kazimierz Biskupi     | 142                           |                               |
| Spadek z IV ligi 2024/2025                                                                                    |                               |                               |                               |
| grupa wielkopolska                                                                                            |                               |                               |                               |
| ŚLE | LKS Ślesin                    | 16                            |                               |
| Awans z klasy okręgowej 2024/2025                                                                             |                               |                               |                               |
| grupa wielkopolska II                                                                                         |                               |                               |                               |
| PTJ | Pompa Team Jarosławiec        | 23                            |                               |
| grupa wielkopolska III                                                                                        |                               |                               |                               |
| STE | Stella Luboń                  | 1                             |                               |
| grupa wielkopolska VI                                                                                         |                               |                               |                               |
| SŁU | SKP Słupca                    | 1                             |                               |
| WIW | Wilki Wilczyn                 | 24                            |                               |
| Oznaczenia: - kolumna pierwsza – skróty nazw drużyn, - kolumna trzecia – miejsce zajęte w poprzednim sezonie. |                               |                               |                               |

| Uczestnicy dołączeni do ligi | Uczestnicy dołączeni do ligi | Uczestnicy dołączeni do ligi |
| ---------------------------- | ---------------------------- | ---------------------------- |
| WP2                          | Warta II Poznań              | -5                           |

Objaśnienia:
1. Olimpia Koło przegrał baraże o awans do IV ligi z Kanią Gostyń.
2. Ze względu na dodatkowe utrzymanie Warty Śrem w IV lidze, w V lidze utrzymał się Polonus Kazimierz Biskupi[7].
3. Pompa Team Jarosławiec wygrała baraże o awans do V ligi z Odolanovią Odolanów.
4. Wilki Wilczyn wygrali baraże o awans do V ligi z Unią Wapno.
5. Warta II Poznań została dokooptowana do rozgrywek[7].

#### Tabela
| Lp. | Drużyna                       | M | Z | R | P | Bramki | Bramki | Różn. | Pkt | Uwagi                     | Bezpośrednio |
| --- | ----------------------------- | - | - | - | - | ------ | ------ | ----- | --- | ------------------------- | ------------ |
| 1   | Pompa Team Jarosławiec        | 0 | 0 | 0 | 0 | 0      | 0      | 0     | 0   | Awans do IV ligi          |              |
| 2   | Stella Luboń                  | 0 | 0 | 0 | 0 | 0      | 0      | 0     | 0   | Baraże o awans do IV ligi |              |
| 3   | Zjednoczeni Trzemeszno        | 0 | 0 | 0 | 0 | 0      | 0      | 0     | 0   |                           |              |
| 4   | Kłos Zaniemyśl                | 0 | 0 | 0 | 0 | 0      | 0      | 0     | 0   |                           |              |
| 5   | Wilki Wilczyn                 | 0 | 0 | 0 | 0 | 0      | 0      | 0     | 0   |                           |              |
| 6   | Warta II Poznań               | 0 | 0 | 0 | 0 | 0      | 0      | 0     | 0   |                           |              |
| 7   | Meblorz Swarzędz              | 0 | 0 | 0 | 0 | 0      | 0      | 0     | 0   |                           |              |
| 8   | Olimpia Koło                  | 0 | 0 | 0 | 0 | 0      | 0      | 0     | 0   |                           |              |
| 9   | Polanin Strzałkowo            | 0 | 0 | 0 | 0 | 0      | 0      | 0     | 0   |                           |              |
| 10  | Lider Swarzędz                | 0 | 0 | 0 | 0 | 0      | 0      | 0     | 0   |                           |              |
| 11  | Avia Kamionki                 | 0 | 0 | 0 | 0 | 0      | 0      | 0     | 0   |                           |              |
| 12  | 1922 Lechia Kostrzyn          | 0 | 0 | 0 | 0 | 0      | 0      | 0     | 0   |                           |              |
| 13  | Polonia II Środa Wielkopolska | 0 | 0 | 0 | 0 | 0      | 0      | 0     | 0   |                           |              |
| 14  | SKP Słupca                    | 0 | 0 | 0 | 0 | 0      | 0      | 0     | 0   | Spadek do klasy okręgowej |              |
| 15  | Polonus Kazimierz Biskupi     | 0 | 0 | 0 | 0 | 0      | 0      | 0     | 0   | Spadek do klasy okręgowej |              |
| 16  | UKS Śrem                      | 0 | 0 | 0 | 0 | 0      | 0      | 0     | 0   | Spadek do klasy okręgowej |              |
| 17  | LKS Ślesin                    | 0 | 0 | 0 | 0 | 0      | 0      | 0     | 0   | Spadek do klasy okręgowej |              |

### Grupa III

#### Drużyny
| Uczestnicy poprzedniej edycji                                                                                 | Uczestnicy poprzedniej edycji | Uczestnicy poprzedniej edycji | Uczestnicy poprzedniej edycji |
| --- | ----------------------------- | ----------------------------- | ----------------------------- |
| KKR | Krobianka Krobia              | 3                             |                               |
| ORK | Orzeł Kawęczyn                | 4                             |                               |
| JAN | LKS Jankowy                   | 5                             |                               |
| KRO | Astra Krotoszyn               | 6                             |                               |
| ZAW | Zawisza Łęka Opatowska        | 7                             |                               |
| PCZ | Piast Czekanów                | 8                             |                               |
| KĘP | Polonia 1908 Marcinki Kępno   | 9                             |                               |
| KA2 | KKS 1925 II Kalisz            | 10                            |                               |
| RAW | Rawia Rawicz                  | 11                            |                               |
| PĘP | Dąbroczanka Pępowo            | 12                            |                               |
| LCI | LZS Cielcza                   | 13                            |                               |
| Spadek z IV ligi 2024/2025                                                                                    |                               |                               |                               |
| grupa wielkopolska                                                                                            |                               |                               |                               |
| JAR | Jarota Jarocin                | 17                            |                               |
| COW | Centra Ostrów Wielkopolski    | 18                            |                               |
| Awans z klasy okręgowej 2024/2025                                                                             |                               |                               |                               |
| grupa wielkopolska IV                                                                                         |                               |                               |                               |
| PL2 | Polonia 1912 II/Dąb Zaborowo  | 1                             |                               |
| KWI | Korona Wilkowice              | 21                            |                               |
| grupa wielkopolska V                                                                                          |                               |                               |                               |
| NS2 | Pogoń II Nowe Skalmierzyce    | 1                             |                               |
| Oznaczenia: - kolumna pierwsza – skróty nazw drużyn, - kolumna trzecia – miejsce zajęte w poprzednim sezonie. |                               |                               |                               |

Objaśnienia:
1. Korona Wilkowice wygrała baraże o awans do V ligi z Lubońskim KS.

#### Tabela
| Lp. | Drużyna                      | M | Z | R | P | Bramki | Bramki | Różn. | Pkt | Uwagi                     | Bezpośrednio |
| --- | ---------------------------- | - | - | - | - | ------ | ------ | ----- | --- | ------------------------- | ------------ |
| 1   | Krobianka Krobia             | 0 | 0 | 0 | 0 | 0      | 0      | 0     | 0   | Awans do IV ligi          |              |
| 2   | Astra Krotoszyn              | 0 | 0 | 0 | 0 | 0      | 0      | 0     | 0   | Baraże o awans do IV ligi |              |
| 3   | Centra Ostrów Wielkopolski   | 0 | 0 | 0 | 0 | 0      | 0      | 0     | 0   |                           |              |
| 4   | Jarota Jarocin               | 0 | 0 | 0 | 0 | 0      | 0      | 0     | 0   |                           |              |
| 5   | Zawisza Łęka Opatowska       | 0 | 0 | 0 | 0 | 0      | 0      | 0     | 0   |                           |              |
| 6   | KKS 1925 II Kalisz           | 0 | 0 | 0 | 0 | 0      | 0      | 0     | 0   |                           |              |
| 7   | Polonia 1912 II/Dąb Zaborowo | 0 | 0 | 0 | 0 | 0      | 0      | 0     | 0   |                           |              |
| 8   | Dąbroczanka Pępowo           | 0 | 0 | 0 | 0 | 0      | 0      | 0     | 0   |                           |              |
| 9   | LKS Jankowy                  | 0 | 0 | 0 | 0 | 0      | 0      | 0     | 0   |                           |              |
| 10  | Rawia Rawicz                 | 0 | 0 | 0 | 0 | 0      | 0      | 0     | 0   |                           |              |
| 11  | LZS Cielcza                  | 0 | 0 | 0 | 0 | 0      | 0      | 0     | 0   |                           |              |
| 12  | Piast Czekanów               | 0 | 0 | 0 | 0 | 0      | 0      | 0     | 0   |                           |              |
| 13  | Pogoń II Nowe Skalmierzyce   | 0 | 0 | 0 | 0 | 0      | 0      | 0     | 0   |                           |              |
| 14  | Polonia 1908 Marcinki Kępno  | 0 | 0 | 0 | 0 | 0      | 0      | 0     | 0   | Spadek do klasy okręgowej |              |
| 15  | Orzeł Kawęczyn               | 0 | 0 | 0 | 0 | 0      | 0      | 0     | 0   | Spadek do klasy okręgowej |              |
| 16  | Korona Wilkowice             | 0 | 0 | 0 | 0 | 0      | 0      | 0     | 0   | Spadek do klasy okręgowej |              |